# Séchin
Séchin é uma comuna francesa na região administrativa de Borgonha-Franco-Condado, no departamento de Doubs. Estende-se por uma área de 1,09 km². Em 2010 a comuna tinha 118 habitantes (densidade: 108,3 hab./km²).